# Jjigae
Jjigae (kor. 찌개) – koreańskie danie podobne do potrawki. Istnieje wiele odmian: zazwyczaj jest przygotowywane z mięsa, owoców morza lub warzyw gotowanych w wywarze zaprawionym gochujang, doenjang, ganjang lub saeu-jeot. Jjigae jest często podawana w glazurowanym glinianym garnku (ttukbaegi), w którym jest gotowana.
Częścią koreańskiego posiłku prawie zawsze są albo jjigae albo guk. Podczas dynastii Joseon danie było znane jako jochi, a jego dwie odmiany zawsze były obecne na królewskim surasang. Jjigae jest bardziej gęste i przyprawione, zawiera więcej składników stałych niż guk. Stosunek składników płynnych do stałych wynosi około 4:6. W przeciwieństwie do guk, kluczowym składnikiem jjigae są składniki stałe, takie jak warzywa, tofu, ryby lub mięso.
Rodzaje jjigae są często nazywane w zależności od ich głównych składników (jak np. saengseon jjigae (kor. 생선 찌개) przyrządzane z ryby lub dubu jjigae (kor. 두부 찌개) robione z tofu) lub według ich wywaru i przypraw takich jak gochujang jjigae (kor. 고추장 찌개) lub doenjang jjigae (kor. 된장 찌개).

## Rodzaje

### Według składników
- Altang jjigae (kor. 알탕 찌개), robione z ikry mintaja.
- Dubu jjigae (kor. 두부 찌개), robione z twardszego tofu[5].
- Ge jjigae (kor. 게 찌개), robione z kraba.
- Kimchi jjigae (kor. 김치 찌개), robione z kimchi i innych składników[5].
- Kongbiji jjigae (kor. 콩비지 찌개), robione z soi.
- Budae jjigae (kor. 부대 찌개), robione z pikantnego bulionu i różnych mięs i innych składników[6].
- Saengseon jjigae (kor. 생선 찌개), robione z ryby. Dongtae jjigae (kor. 동태 찌개) jest robione z zamrożonego mintaja.
- Sundubu jjigae (kor. 순두부 찌개), robione z nieobrobionego miękkiego tofu[7].

### Według przyprawy
- Doenjang jjigae (된장찌개), robione z wywaru z doenjang[5]
- Cheonggukjang jjigae (청국장찌개), robione z cheonggukjang i innych składników[5]
- Saeujeot jjigae (새우젓찌개), robione z saeujeot
- Gochujang jjigae (고추장찌개), robione z wywaru z gochujang, zwykle z dodatkiem wieprzowiny
- Myeongranjeot jjigae (명란젓 찌개), robione z myeongran jeot (solonej sfermentowanej ikry)

## Galeria

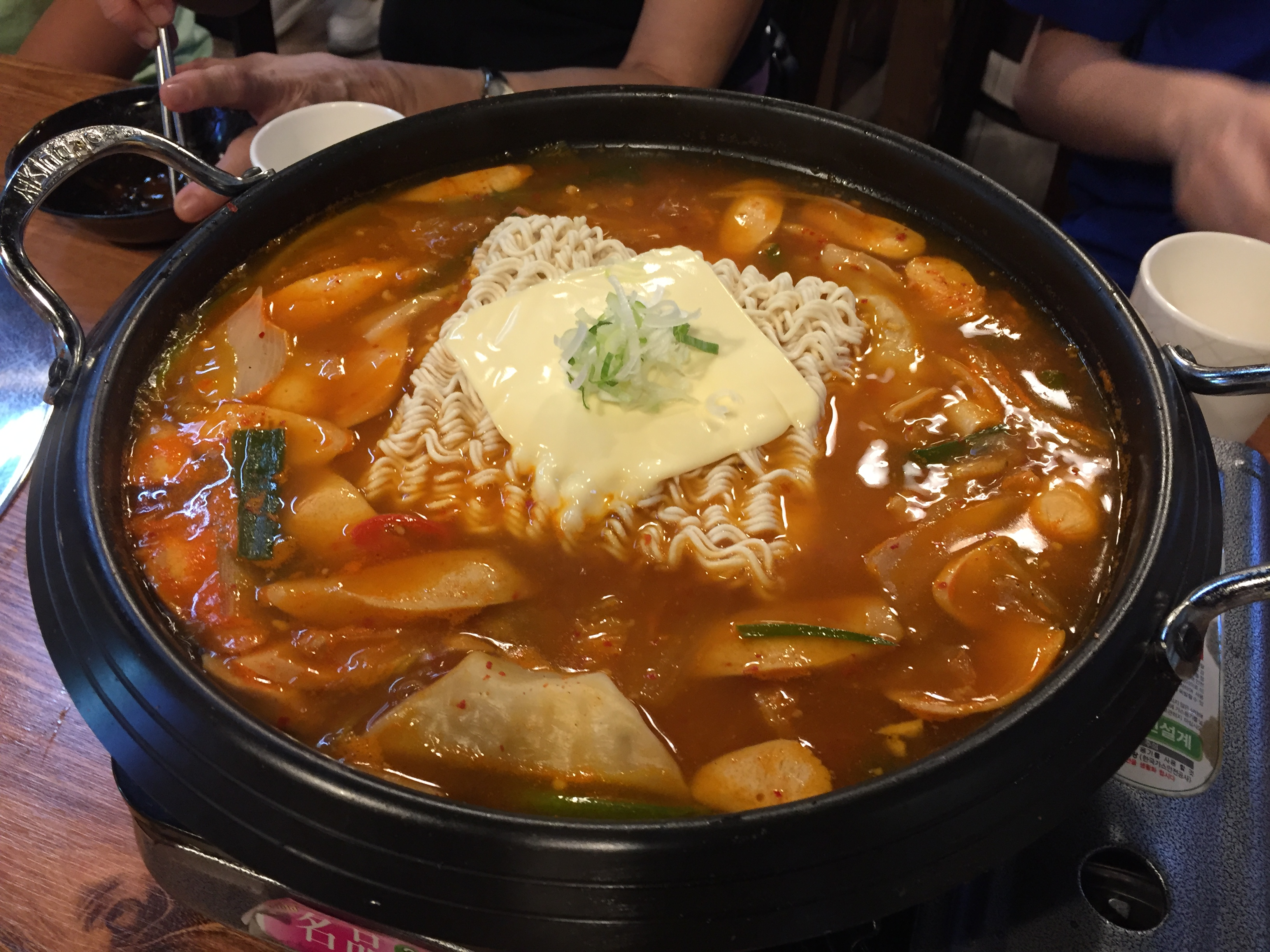
Budae jjigae
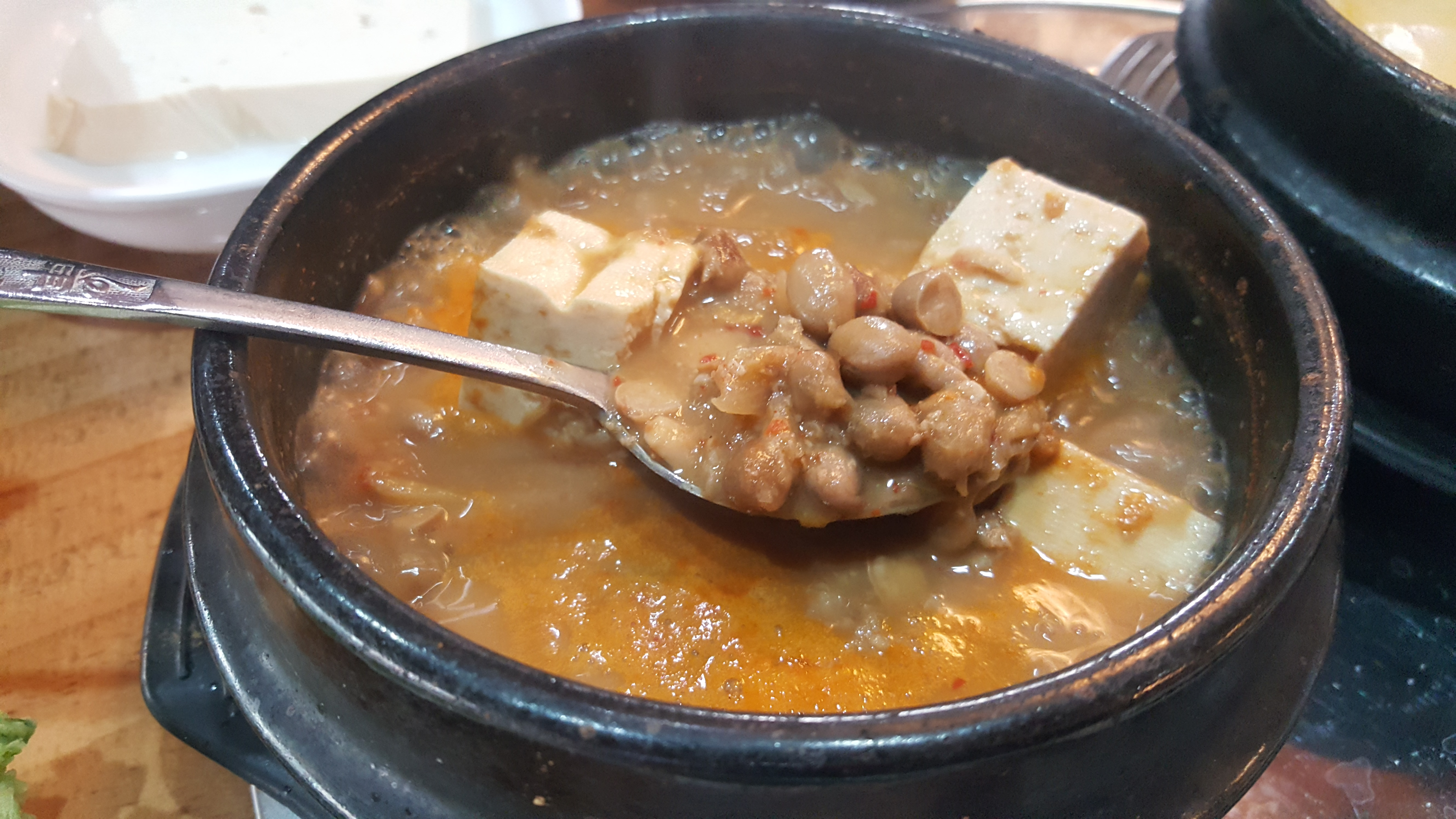
Cheonggukjang jjigae
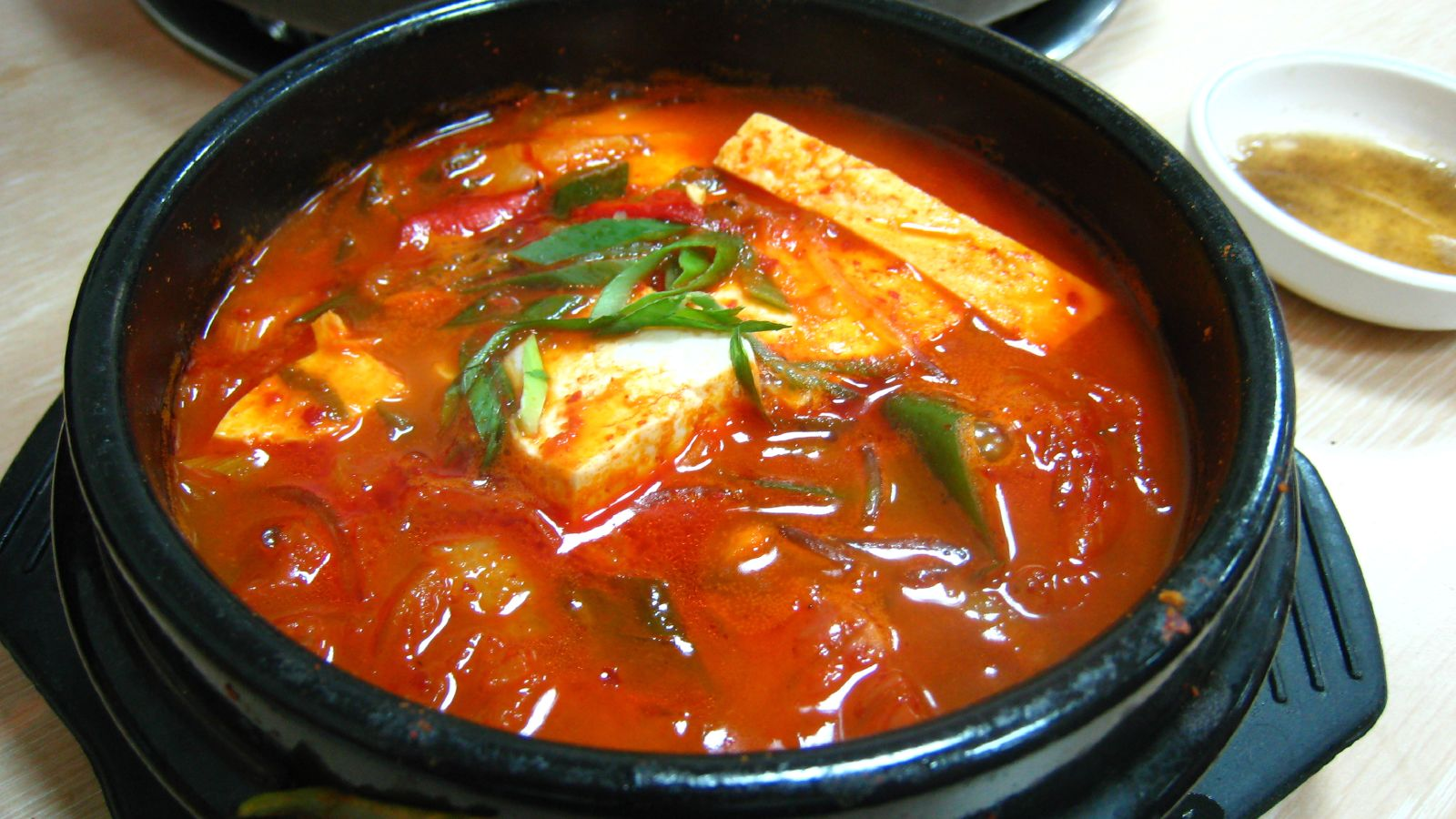
Kimchi jjigae
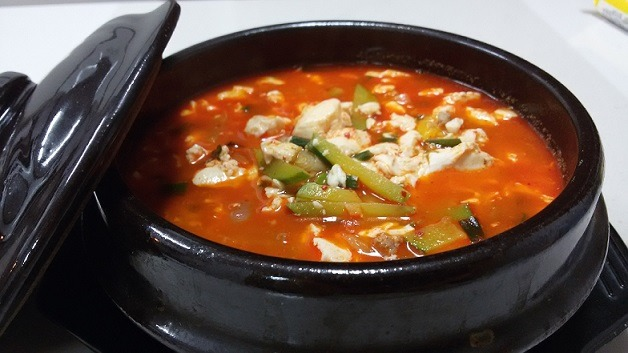
Sundubu jjigae
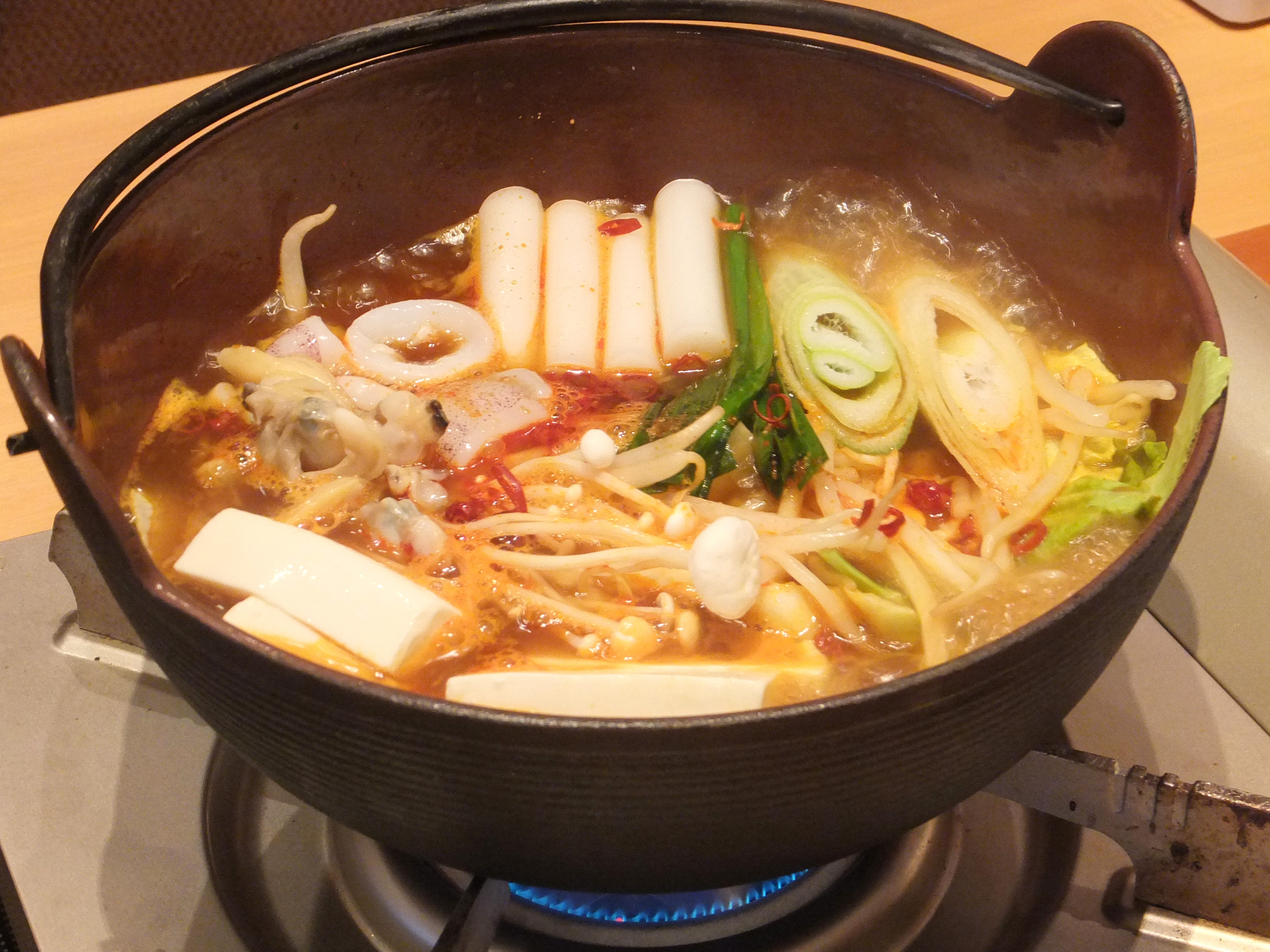
Dubu jjigae